# Prinz-Eugen-Denkmal
Koordinaten: 48° 12′ 21,2″ N, 16° 21′ 51,5″ O

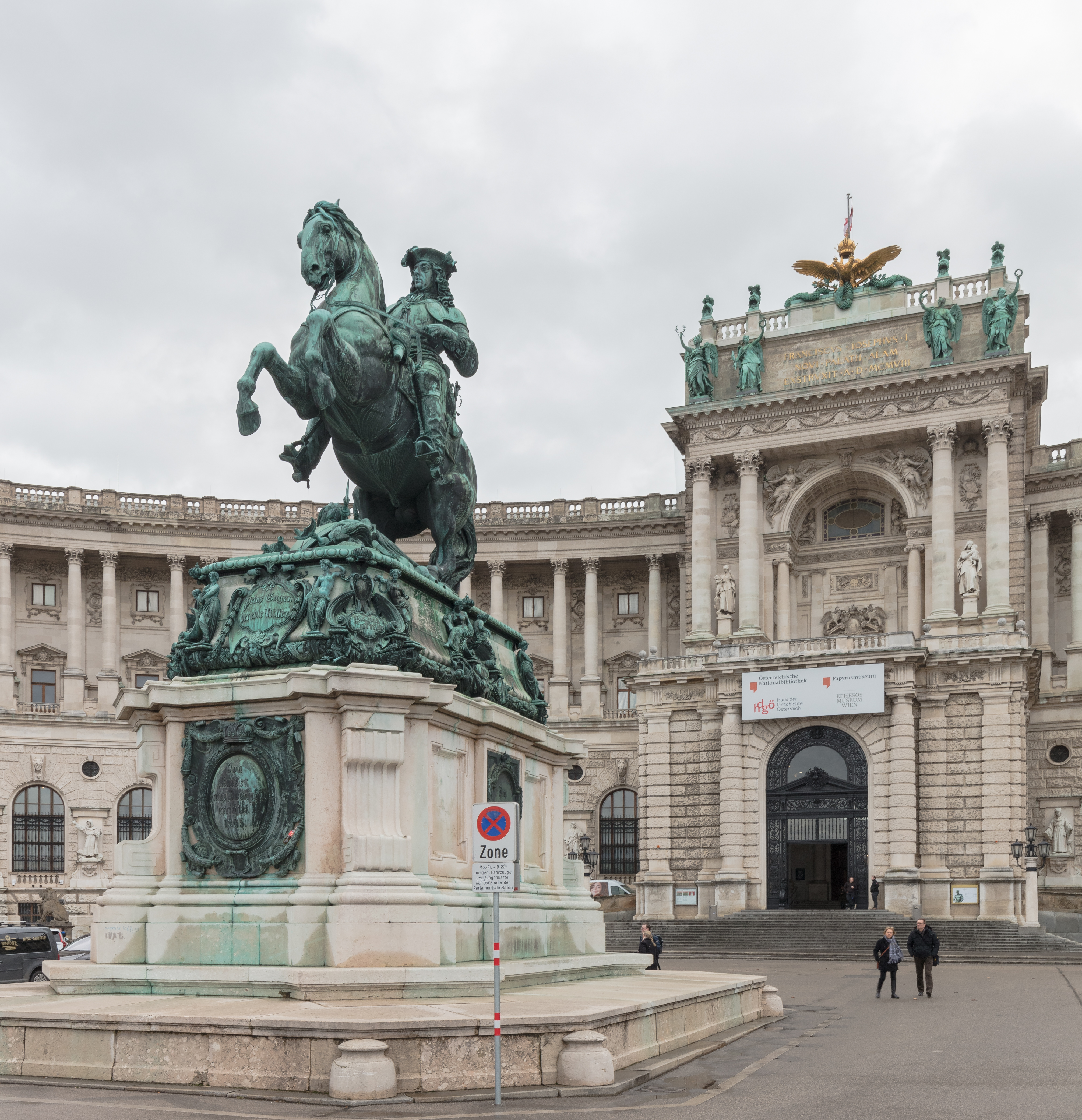
Prinz-Eugen-Denkmal

Das Prinz-Eugen-Denkmal auf dem Heldenplatz in Wien erinnert an den österreichischen Feldherrn Prinz Eugen. Es wurde in den Jahren 1860–1865 im Auftrag von Franz Joseph I. nach Entwurf von Anton Dominik Fernkorn errichtet.

## Geschichte

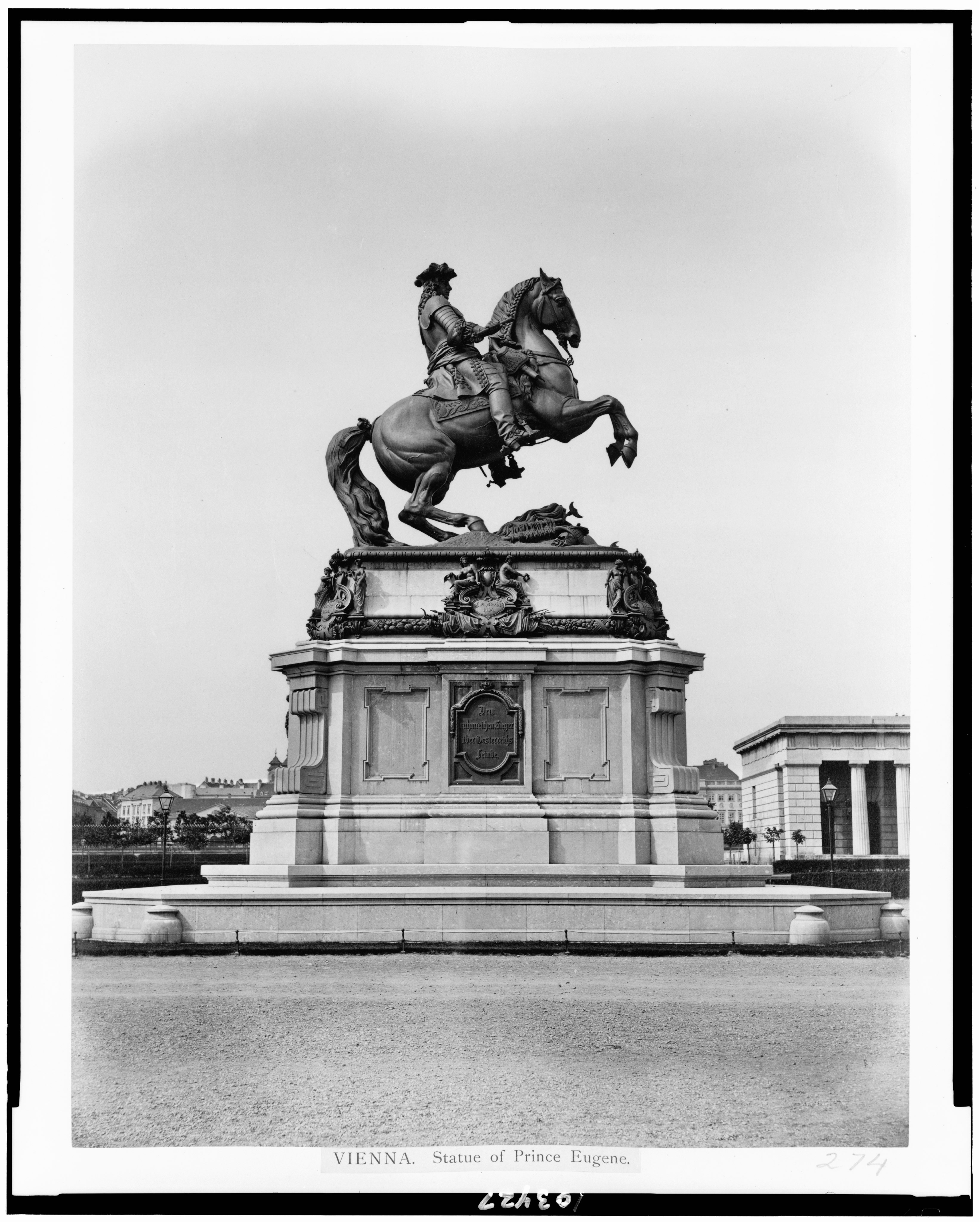
Ansicht

Die denkmalgeschützte Bronzeskulptur ist ein Werk des Bildhauers Anton Dominik Fernkorn und dessen Schülers Franz Pönninger. Fernkorn war trotz eines Schlaganfalles an den Modellen für das Eugendenkmal noch entscheidend beteiligt, musste aber nach einem zweiten Schlaganfall 1862 die weiteren Arbeiten Pönninger überlassen. Zum Bau des 310.953 fl. teuren Denkmals stellte das Arsenal 448 Zentner Erz zur Verfügung.
Das Denkmal wurde am 18. Oktober 1865 von Kaiser Franz Joseph I. anlässlich des 202. Geburtstages von Eugen von Savoyen eingeweiht.
Der vierseitige Rechtecksockel mit Eckvoluten steht auf einem vierseitigen Podest mit abgeschrägten Ecken und wurde von Van der Nüll und Sicardsburg gestaltet und vom Wiener Steinmetzmeister Joseph Kranner bearbeitet. Er ist mit Inschriftentafeln und Bronzeappliken mit Figuren, Früchten, Wappen und Schlachtennamen verziert. An der Rückseite prangt das Wappen der Savoyer mit Löwen.
Inschriften am Denkmal:
- Vorderseite oben: Prinz Eugen der edle Ritter
- darunter: Von Kaiser Franz Josef I. errichtet 1865
- Links: Dem weisen Ratgeber dreier Kaiser
- Rechts: Dem ruhmreichen Sieger über Österreichs Feinde[4]

Auf dem Sockel aus Untersberger Veitlbruch liegt Feldzeug mit Halbmond und darauf steht das Reiterstandbild, das den Prinzen auf einem auf den Hinterbeinen stehenden Pferd – das aus statischen Gründen vom Schweif abgestützt wird – reitend darstellt.